# Reano
Reano is een gemeente in de Italiaanse provincie Turijn (regio Piëmont) en telt 1510 inwoners (31-12-2004). De oppervlakte bedraagt 6,6 km², de bevolkingsdichtheid is 229 inwoners per km².

## Demografie
Reano telt ongeveer 673 huishoudens. Het aantal inwoners steeg in de periode 1991-2001 met 6,7% volgens cijfers uit de tienjaarlijkse volkstellingen van ISTAT.
| Jaar | Inwoneraantal |
| ---- | ------------- |
| 1991 | 1347          |
| 2001 | 1437          |

## Geografie
Reano grenst aan de volgende gemeenten: Avigliana, Rosta, Buttigliera Alta, Villarbasse, Trana, Sangano.
1. ↑  https://demo.istat.it/?l=it.